# Roadfour Seagle
 (17 juin 2023).
Le Seagle est un projet d'avion bombardier d'eau amphibie de lutte contre les feux de forêt, en cours de développement par la start-up belge Roadfour.

## Historique

### Contexte
À la suite du réchauffement climatique, l'Europe connait dans les décennies 2010 et 2020 des successions de fortes canicules et de feux de forêts particulièrement violents. Les Canadair CL-415, principaux bombardiers d'eau utilisés en Europe, sont particulièrement vieillissants,.
La demande pour des avions bombardiers d'eau est donc en plein essor : entre 200 et 250 appareils pourraient être commandés entre 2023 et la décennie 2040. De Havilland Canada lance en mars 2022 le développement du DHC-515, visant à remplacer les Canadair CL-415.

### Développement
Le projet, porté par l'entreprise Roadfour, a vu le jour en 2017. La start-up souhaite développer un appareil qui résoudrait "tous les défauts du Canadair", et devrait donc se placer en concurrent du futur DHC-515. Roadfour n'a cependant reçu aucune commande pour l'instant, alors que 28 DHC-515 ont déjà été commandés – dont 22 par des pays européens. De plus, les coûts de développement du projet sont très élevés, et l'entreprise n'a toujours pas fait de levée de fonds.
L'emplacement de la chaine d'assemblage du Seagle a été négocié entre plusieurs villes, dont Bordeaux, Nîmes mais surtout Saint-Nazaire,. Roadfour a finalement sélectionné la ville belge d'Ostende.
L'entreprise estime que le Seagle pourra être réellement produit à partir de 6 ans après le début du développement, soit à partir de 2030.

## Description
Comme le Canadair, le Seagle doit être un appareil amphibie, capable de faire le plein d'eau en volant en rase-motte au-dessus d'un cours d'eau. Cependant, il sera équipé de quatre grands foils pour réduire le contact avec la surface de l'eau durant les opérations de remplissage, ce qui, selon l'entreprise, permettra d'augmenter le confort et la sécurité de l'équipage.
Le Seagle devra pouvoir emporter 12 500 litres d'eau. Son poids total une fois rempli sera de 32 tonnes. Son fuselage sera constitué de matériaux composites.
Roadfour revendique être en discussion avec l'entreprise américaine Pratt & Whitney pour motoriser le Seagle avec deux turbopropulseurs américains à 6 pales, qui pourront fournir une puissance de 5 000 chevaux.